# Jack Rollan
Pour les articles homonymes, voir Rollan.
Jack Rollan, né sous le nom de Louis Plomb, le 3 mars 1916 à Lausanne et mort le 3 mai 2007 à Lausanne, est un animateur radio, chansonnier, chroniqueur suisse, animateur à la Radio suisse romande. Il choisit son nom d'artiste « Jack Rollan » en 1942 et sera désormais connu sous ce nom.

## Famille et éducation
De son vrai nom Louis Plomb, Jack Rollan est Genevois d'origine. Son père, Henri Plomb (1881-1932), se remarie après la mort de sa première femme avec Alice Amaudruz (ou Clotilde Alice Wuilleumier). Louis Plomb naît de cette seconde union. De son premier mariage, Henri Plomb a donné trois demi-frères et sœurs à Jack Rollan : Jean, André et Suzanne.
Enfant, Jack Rollan rêve de devenir un artiste. Son père, violoncelliste, lui trouve une place d'apprentissage de photographe chez Gaston de Jongh, à Lausanne. Mais le métier ne lui convient pas et il ne termine pas la formation. En 1932, il est engagé comme figurant-accessoiriste au Théâtre municipal de Lausanne. Le directeur, Jacques Béranger, lui fait étudier le chant avec sa femme, Lucie Berthrand, qui est cantatrice.
Le 12 décembre 1932, son père décède.
En 1937, Jack Rollan épouse Lily Clerc (Lina Lucie Clerc) dont il a un fils, Jaques. En janvier 2004, il épouse en secondes noces Irène Betanelli (née Delessert), sa compagne depuis près de 30 ans et jusqu'à la fin de ses jours. Ses cendres sont dispersées dans le lac Léman, dans l’intimité. Son décès est annoncé seulement après une semaine, selon sa volonté.

## Carrière

### Débuts comme percussionniste
Jack Rollan joue vers 1933 en amateur dans le Cercle Théâtral de Lausanne. Il se lance alors dans la musique, apprend la batterie et joue dans divers orchestres, notamment avec son ami Eduard Gros. Ils forment, tous les deux, momentanément les « Peter's Boys », dont le patron de la formation était Francis Echenard (1885-1935), directeur de l'Hôtel de la Paix, à Lausanne, et qui s'était déjà occupé de l'Orchestre Décosterd, dans lequel Henri Plomb jouait. Jack Rollan gagne ainsi sa vie pendant sept ans comme percussionniste.

### Animateur radio
Dispensé de service militaire durant la Seconde Guerre mondiale, il continue à faire de la musique et est engagé en 1941 par Radio Genève pour son ton satirique. Son contrat prévoit qu’il produise deux chansons par mois. Avec un répertoire s'étant peu à peu étoffé, il se produit dans divers cabarets. Ruy Blag, son mentor, le convainc de porter un nom d'artiste et Louis Plomb devient en 1942 Jack Rollan. Avec Wanny, André Lauriac et Jean Nello, il forme un quatuor vocal nommé « Quatre sur un piano ». Une émission hebdomadaire, « La Gazette en clé de sol », rencontre bientôt un vif succès. Il  démissionne cependant de Radio Genève en mars 1943 pour collaborer désormais avec Radio Lausanne. Dans ce cadre, il produit et anime durant près de dix ans un nombre impressionnant d'émissions en direct, usant du ton alerte que permet l'improvisation. Au « Bonjour de Jack Rollan » s'ajoutent bientôt une quantité d'autres émissions dont « Jane et Jack » avec Jane Savigny, « Trois et une » avec Paul Herbier, André Lauriac et Gisèle Robert, « À qui l'tour ? », « Samedi'magazine » et « Y'en a point comme nous ». En 1946, il lance, avec Roger Nordmann, l'émission « La Chaîne du bonheur », destinée à connaître un grand succès. Il en est résulté une fondation, toujours active. Le 14 octobre 1952, les auditeurs entendent le « Bonjour de Jack Rollan » pour la dernière fois. L'animateur y dénonce les agissements d'un régisseur genevois, auprès duquel il refuse ensuite de s'excuser. Cette affaire, dite « de la salle à manger », lui coûte sa place à Radio Lausanne. Le Journal de Genève commente : « La vocation de redresseur de torts est pleine d’embûches ».

### Journaliste
Parallèlement à son activité radiophonique, Jack Rollan a mené une carrière de journaliste. Il rédige des chroniques dans divers journaux. Pendant la Seconde Guerre mondiale et dans l'immédiat après-guerre, les journaux Curieux et La Nouvelle Revue de Lausanne lui ouvrent leurs colonnes. Après son départ de la radio, Jack Rollan lance son propre journal hebdomadaire, Le Bon Jour de Jack Rollan, faisant paraître de 1952 à 1959, à un rythme plus ou moins régulier, 135 numéros, dont le tirage est monté jusqu'à 100 000 exemplaires. Jack Rollan ébruite diverses affaires, s'appuyant sur des enquêtes de détectives privés, et s'entoure des meilleurs chroniqueurs et dessinateurs de l'époque : Samuel Chevallier, André Marcel, André Paul, Jacques Faizant. En janvier 1960, il crée Le journal de Jack Rollan, dont il est le seul rédacteur. Mais la ligne rédactionnelle et le graphisme diffèrent considérablement du Bon Jour et ne séduisent pas le public. Après neuf numéros, la revue cesse de paraître. Cependant, Jack Rollan ne disparaît pas pour autant du champ journalistique romand.
En effet, de 1963 à 1965, Jack Rollan tient une rubrique dans le journal La Suisse, dans lequel il compose « La ballade du dimanche ». Sa chronique reprend alors sa marque de fabrique : « Le bonjour de Jack Rollan », qui paraît d'abord tous les deux jours, puis quotidiennement, jusqu'en 1974. Elle illustre la vie mouvementée de l'artiste : « Le Bonjour » est expédié, pendant de long mois, de Paris, mais également de divers lieux de villégiature (« Le Bonjour d'Italie » et « Le Bonjour de Cannes »). La collaboration s'interrompt à la suite de la non publication, par la rédaction de La Suisse, d'un billet consacré à la mort du cardinal Jean Daniélou (1905-1974), décédé dans les bras d'une prostituée. En 1970, Jack Rollan consacre quatre articles à l'initiative James Schwarzenbach, la combattant vigoureusement. Il débute également une carrière de chroniqueur dans la presse féminine : de 1974 à 1980, il fait entendre son « Bonjour, Madame » dans Femina.
Il a également écrit dans Flair sous le pseudonyme de Catherine Verdon. Démasqué par ses collègues féminines, il poursuit brièvement sous le nom de Jack Rollan. Comme chroniqueur du journal gratuit Biel/Bienne, il trouve enfin une rédaction où il peut donner, chaque semaine  entre 1978 et octobre 2006, libre cours à sa verve caustique. On le sollicite également pour des contributions occasionnelles : en 2001, il rédige deux articles pour le nouveau journal Dimanche.ch ; il n'écrit que trois chroniques pour 24heures, avant de claquer la porte, puis collabore à divers magazines, tels que Mon ami le chien ou encore Fondation pour les aveugles Laurent Bernet. En grand amateur de football, il tient également une chronique "Le bon shoot de Jack Rollan" dans La Semaine Sportive.

### Écrivain et éditeur
En 1947, paraît Le Bonjour de Jack Rollan aux éditions Marguerat. À ce premier livre s'ajoutent entre 1950 et 2003 plus d'une dizaine de publications signées Jack Rollan. Cet auteur est tour à tour humoristique, avec le Petit maltraité d'histoires suisses en 1950, poétique, avec Ma maison perdue en 1961, ou provocateur, avec Moi j'aime les P. en 1979. Il publie également plusieurs recueils de ses chroniques de presse.
En 1955, il lance sa propre maison d'édition : « Jack Rollan Éditeur ». Il fonde La Thune du Guay, une collection humoristique qui fonctionne comme un club de lecture. Les abonnés reçoivent approximativement un livre par mois (11 titres par année), entre 1955 et 1966. Entre 1959 et 1960, Jack Rollan lance, sur le même principe d'abonnement, le « Bonjour sonore » sur des disques microsillons. À côté de ses activités radiophoniques et journalistiques, Jack Rollan fait son chemin dans le monde du spectacle.

### Cabarettiste, organisateur de spectacles
Dans les années 1948-1950, il produit des sketches pour la « Revue de Béranger » au Théâtre municipal de Lausanne. En 1948, avec le spectacle « Le Courant d'Airs », Jack Rollan et Collette Jean succèdent à Edith Burger et Jean Villard-Gilles au cabaret le « Coup de Soleil ». En 1958, Jack Rollan abandonne son journal « Le Bon Jour de Jack Rollan », en plein succès, pour monter un spectacle d'envergure hollywoodienne. Il s'agit d'une adaptation de son livre le Petit maltraité d'histoires suisses, dont il a également tiré 22 épisodes radiophoniques avec le titre Y en a point comme nous !. Il baptise le spectacle du même nom. Les moyens mis en œuvre sont grandioses. Jack Rollan abrite son spectacle sous un chapiteau de cirque qui tourne de mai à juillet 1958 en Suisse romande et en Suisse allemande. L'histoire suisse, ainsi revisitée, remporte un grand succès populaire, mais précipite son auteur-compositeur-réalisateur-acteur dans une débâcle financière. Ruiné, il doit vendre la maison qu'il avait acquise grâce à son journal. L'ouvrage Ma maison perdue témoigne de ce que fut pour lui cette perte. Cependant, cette aventure malheureuse ne le détourne pas du monde du spectacle.
En 1965, vexé d'avoir été ignoré par la direction de l'Exposition nationale suisse de 1964, Jack Rollan compose une cantate satirique : Si l'Expo m'était comptée. Il s'entoure de l'Orchestre de la Suisse Romande sous la direction de Jean-Marie Auberson et des chœurs de la Radio, dirigés par André Charlet. Il participe en tant que récitant à ce spectacle, qui connaît un vif succès. En 1965, il enchaîne avec le Cours (d'un soir) d'initiation sexuelle.
Pour couronner ses 33 ans de carrière, il crée un « one man show anti-show en forme de récital-inventaire de ses œuvres incomplètes, inachevées, oubliées, méconnues, inédites ou retrouvées ». Les représentations ont lieu sous un petit chapiteau installé à côté de son habitation à Thônex. Intitulé « Dites 33 », le spectacle est donné pendant l'été 1978. En décembre de la même année, le spectacle est filmé par la Télévision suisse romandeà Genève pour une série d'émissions consacrées à l'artiste. Entre 1983 et 1986, Jack Rollan donne un Récital pour homme solo et cœur de femmes, spectacle « antishow » dans lequel il fait la lecture de certains de ses textes notamment tirés du projet Les Encambronneuses, livre très attendu mais qui ne verra jamais le jour.

## Anticonformiste et séducteur
Par le biais de ses émissions de radio, de ses propres journaux ou de ses chroniques de presse, Jack Rollan n'a cessé de dénoncer ouvertement, et parfois à son détriment, ce qui le révolte. Son rôle de personnage public lui permet de donner une certaine visibilité aux causes pour lesquelles il milite. Son engagement va souvent plus loin que le journalisme, comme en 1954, lorsqu'il lance avec Samuel Chevallier une initiative populaire pour la réduction des dépenses militaires, ou lorsqu'il entame une grève de la faim pour soutenir celle du fondateur de Terre des Hommes, Edmond Kaiser. Il a suscité bon nombre d'inimitiés et a dû faire face régulièrement à des attaques virulentes, des menaces, ou des procès. Il invente alors une astucieuse parade et neutralise ses détracteurs par le ridicule en publiant leur prose dans Mes lettre d'injures.
Personnage très séducteur, Jack Rollan n'a eu de cesse, tout au long de sa carrière, de  partager, avec humour, son penchant pour les femmes et les aventures coquines. Se remémorant sa première audition à Radio Genève, il révèle cependant que c'est le poète romantique et mélancolique en lui qu'il aurait voulu montrer au monde entier. Il confesse ainsi : « Je voulais être tendre, on me forçait à être drôle ».
Ses dernières volontés : 

« Je ne veux ni église, ni cathédrale, ni télévision, presse ou radio ; je veux le Léman et surtout pas de faux-culs, ni d'emmerdeurs. Alors ne parlez pas de ma mort avant l'adieu final. »

## Œuvres

### Émissions de radio
- Le Bonjour de Jack Rollan à la Radio suisse romande
- La Chaîne du Bonheur depuis 1946 à la Radio suisse romande

### Théâtre
- 1965 La Cantate de l'Expo (avec l'Orchestre de la Suisse Romande dir.Jean-Marie Auberson)
- Jane et Jack

### Collaborations journalistiques
- Le Bonjour de Jack Rollan : à Radio Lausanne de 1943 à 1952
- Le Bon Jour de Jack Rollan : journal hebdomadaire de 1952 à 1959
- Chronique dans le journal La Suisse, en particulier dans la rubrique « Le Bonjour de Jack Rollan » de 1963 jusqu'en 1974
- Le Bonjour de Jack Rollan : journal Fémina de 1974 à 1980
- Chronique dans le journal hebdomadaire gratuit Biel/Bienne de Mario Cortesi de 1979 à 2007.

### Édition
- Les éditions Jack Rollan (la Thune du Guay), qui publièrent, entre autres, Léon Savary.
- Publication de quatorze disques 33 tours en carton, le « Bonjour... » du 20 mai 1959 au 30 septembre 1960.

### Livres
- Bonjour..., Éditions Marguerat, Lausanne, 1947, 149 p.
- Petit maltraité d'histoires suisses, de l'Éden au Grütli (non compris) revu et diminué par Jack Rollan, illustré par Robert Lips. La Thune Du Guay Jack Rollan éditeur, volume n°13, Lausanne 1950, 172 p.
- Ma maison perdue, poèmes de Jack Rollan, dessins Jean-Pierre Rémon, 32 p., imprimé à Lausanne en 1961 sur les presses de Louis Couchoud SA, clichés gravés par Fernand Dupuis et Cie, photos de Yves Debraine, Monique Jacquot, disques Philips
- Que reste-il de ces « bonjour » ?, 1970, Éditions Sonor SA, Genève, 1970, 223 p.
- Petit Livre rouge des pensées de moi, Genève, Association des amis de Jack Rollan, 1975, 211 p.[9]
- Bonjour toujours, Éditions Favre, Lausanne, 2003, 126 p.

## Sources
- Fonds : Rollan (Jack) (1807-2008) [213 boîtes, 1318 notices différentes concernant l'ensemble de la bibliothèque pour 1144 notices et 1269 volumes (livres, 47 notices et 49 exemplaires (bandes dessinées), 127 notices et 837 numéros (périodiques), 2 tambourins, 2 baguettes, 3 disques à microsillons, 5 photographies grand format, 1 magnétophone, 1 masque, 1 casquette, 1 cadre, 1 album, 8 tableaux, 2 reproductions en grand format, 1 flûte et 2 timbales].  Cote : CH-000053-1 PP 881. Archives cantonales vaudoises (présentation en ligne).